# 南芦公路
南芦公路，是位于上海市的一条省级公路，被编为上海省道222的一部分。该道路北至浦东新区沪南公路口，南至浦东新区南汇新城镇芦潮港，经过浦东新区等行政区，全长26.27公里，以南汇、芦潮港各取一个字得名。本路原为沪南公路延长线，由沪南公路南六公路口向南至海潮寺，和川南奉公路相交。随后，沿原有大芦公路至汇角桥后，新建道路约3千米，向南至芦潮港码头。汇角桥至芦潮港码头段1994年开工、1997年竣工。沪南公路至汇角桥1994年开工、1996年竣工，为1994年上海市人民政府实事工程。
依据上海市人民政府的公示，该道路在新四平公路以北的路段正在被改造，之后会并入228国道。

## 主要交会道路（北向南）
- 沪南公路（ 122省道）接南六公路
- 宣黄公路
- 园顺路
- 汇骏路
- 东大公路（ 324省道）
- 大川公路
- 新四平公路
- 南团公路
- 川南奉公路（ 221省道）
- 沪芦高速（南芦公路立交桥）
- 鸿音路
- 新元南路
- 层林路
- 两港大道
- 飞渡路
- 江山路
- 万水路
- 沧海路
- 海堤路